# Caudron C.61
Dimensions
Le Caudron C.61 était un biplan de transport civil trimoteur français construit par l'avionneur français Caudron. Il était construit en bois et recouvert de tissu.

## Spécifications
- Course au décollage : 166 m
- Course d'atterrissage : 220 m